# Tell Me a Story
Tell Me a Story, ou Raconte-moi une histoire au Québec, est une série télévisée d'anthologie américaine en vingt épisodes d'environ 45 minutes, créée par Kevin Williamson et diffusée entre le 31 octobre 2018 et le 6 février 2020 sur CBS All Access. Elle est basée sur la série télévisée espagnole Cuéntame un cuento (es) créée par Marcos Osorio Vidal.
En France, la série est diffusée depuis le 2 juin 2019 sur la chaîne 13e rue, et au Québec à partir du 31 octobre 2019 sur le Club Illico. Elle reste inédite dans les autres pays francophones.

## Synopsis

### Saison 1
Les aventures des Trois petits cochons, du Petit chaperon rouge et d’Hansel & Gretel s'entrelacent dans une version épique et subversive se déroulant dans le New York d'aujourd'hui.

### Saison 2
Les histoires de La Belle et la Bête, Cendrillon et La Belle au Bois Dormant réécrites et se déroulant dans le Nashville de notre époque.

## Distribution

### Première saison

#### Acteurs principaux
- James Wolk (VF : Alexis Victor) : Jordan Evans
- Billy Magnussen (VF : Pascal Nowak) : Joshua « Nick » Sullivan
- Dania Ramirez (VF : Charlotte Correa) : Hannah Perez
- Danielle Campbell (VF : Kelly Marot) : Kayla Powell
- Dorian Crossmond Missick (en) (VF : Frantz Confiac) : Sam Reynolds
- Sam Jaeger (VF : Sylvain Agaësse) : Tim Powell
- Davi Santos (VF : Simon Koukissa) : Gabe Perez
- Michael Raymond-James (VF : Mark Lesser) : Mitch Longo
- Zabryna Guevara (VF : Annie Milon) : Renée Garcia
- Paul Wesley (VF : Marc Arnaud) : Eddie Longo
- Kim Cattrall (VF : Micky Sébastian) : Colleen Powell

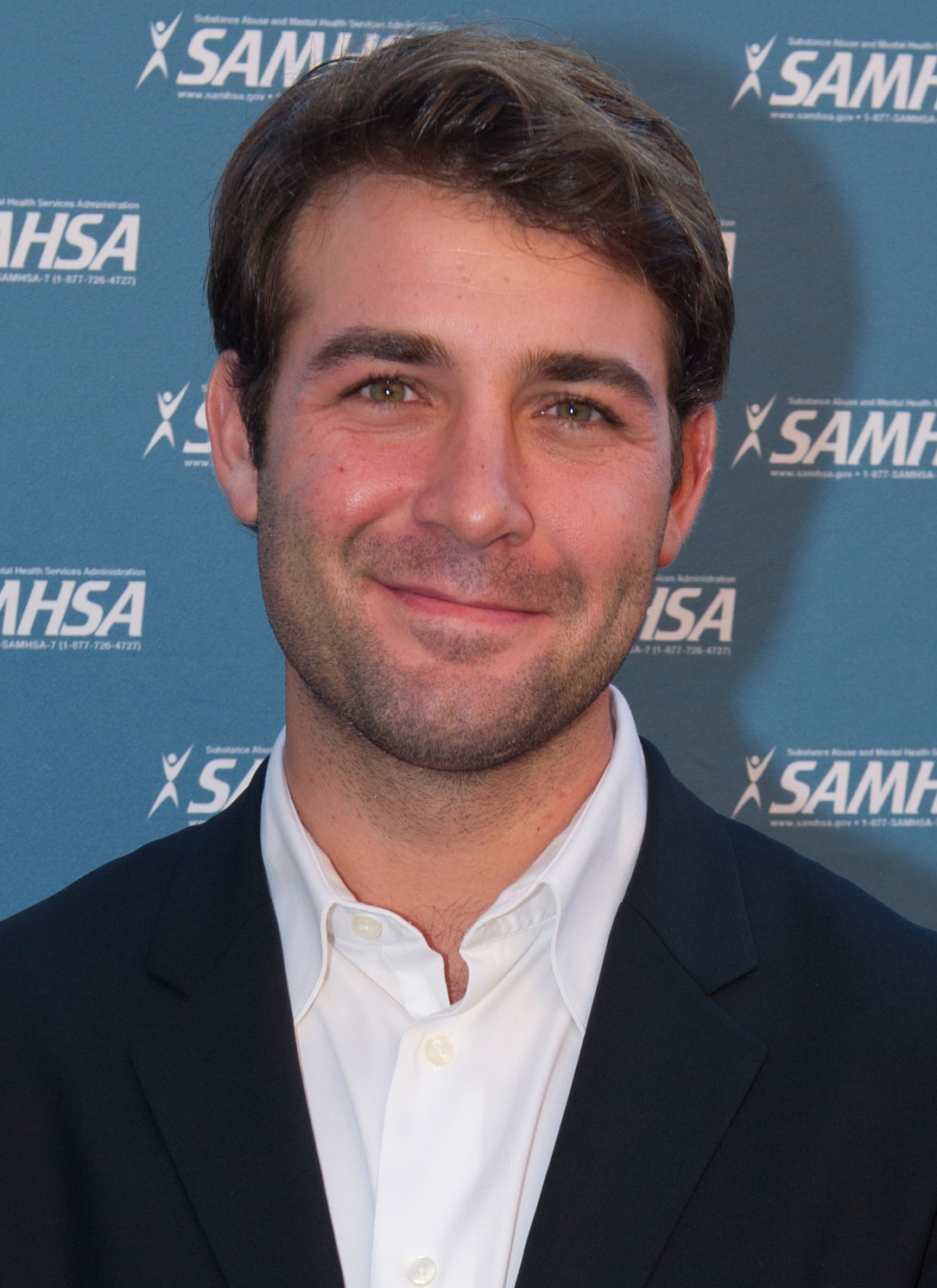
James Wolk interprète Jordan
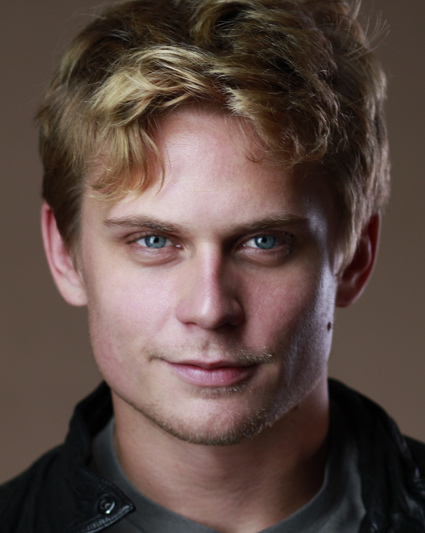
Billy Magnussen interprète Nick
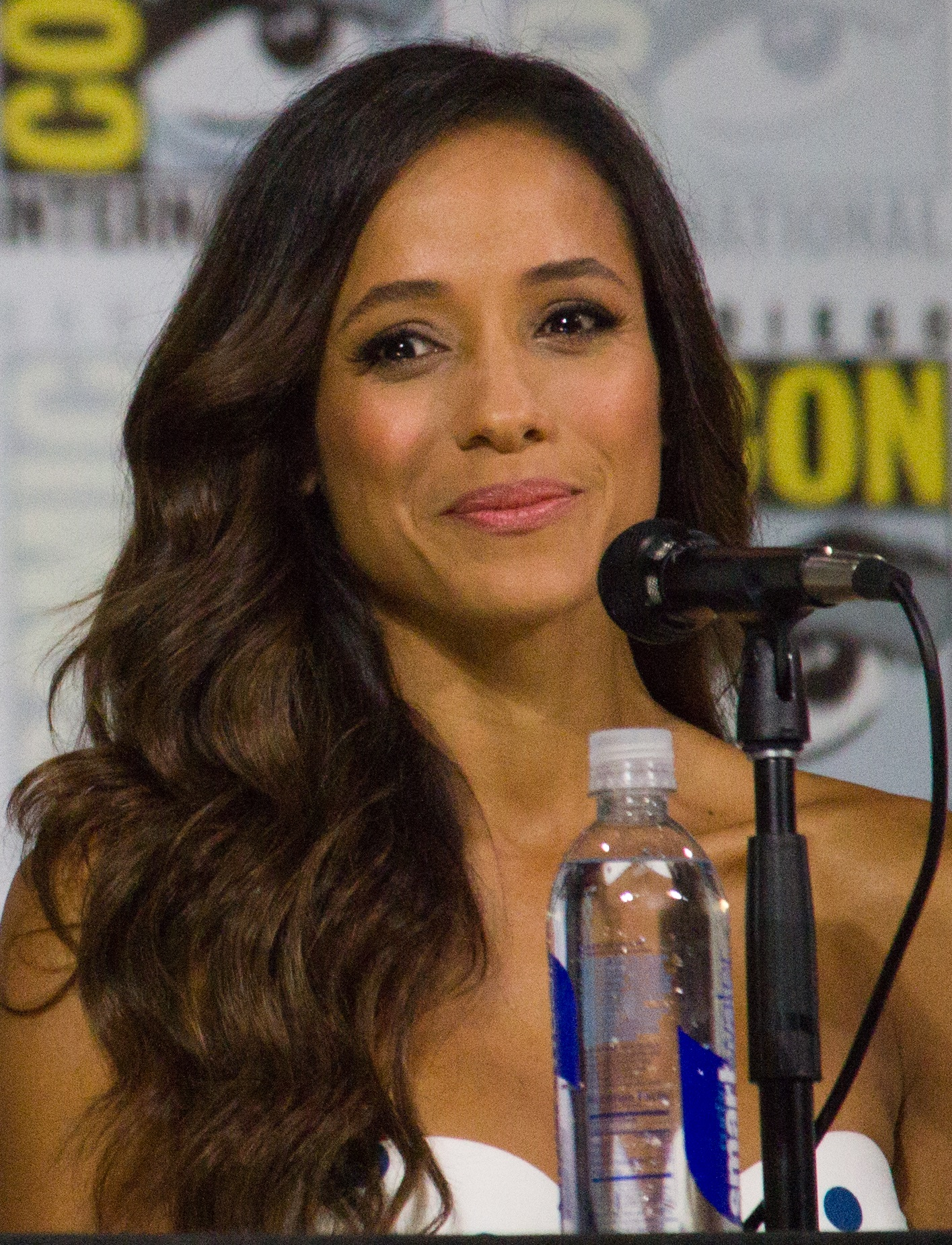
Dania Ramirez interprète Hannah
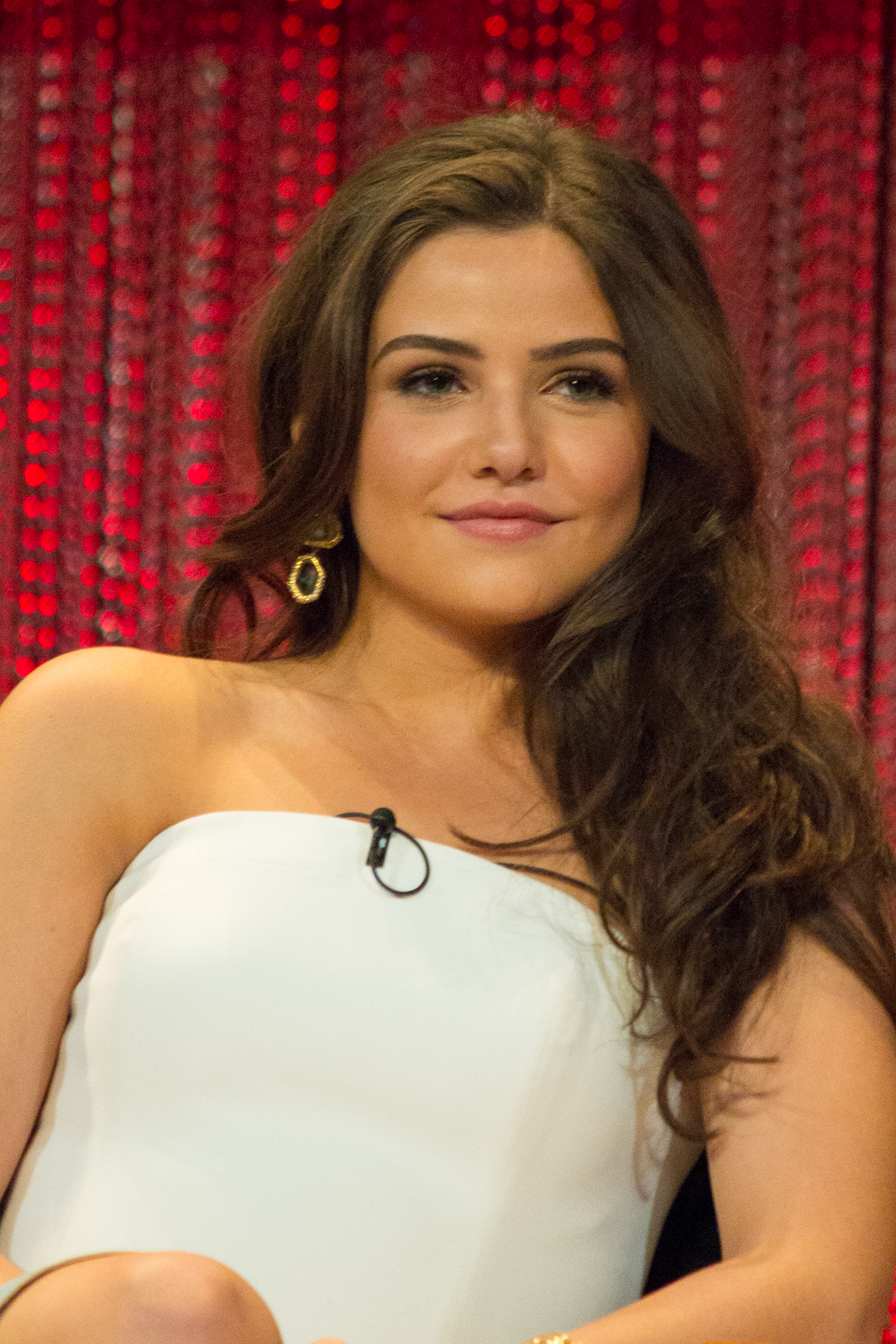
Danielle Campbell interprète Kayla
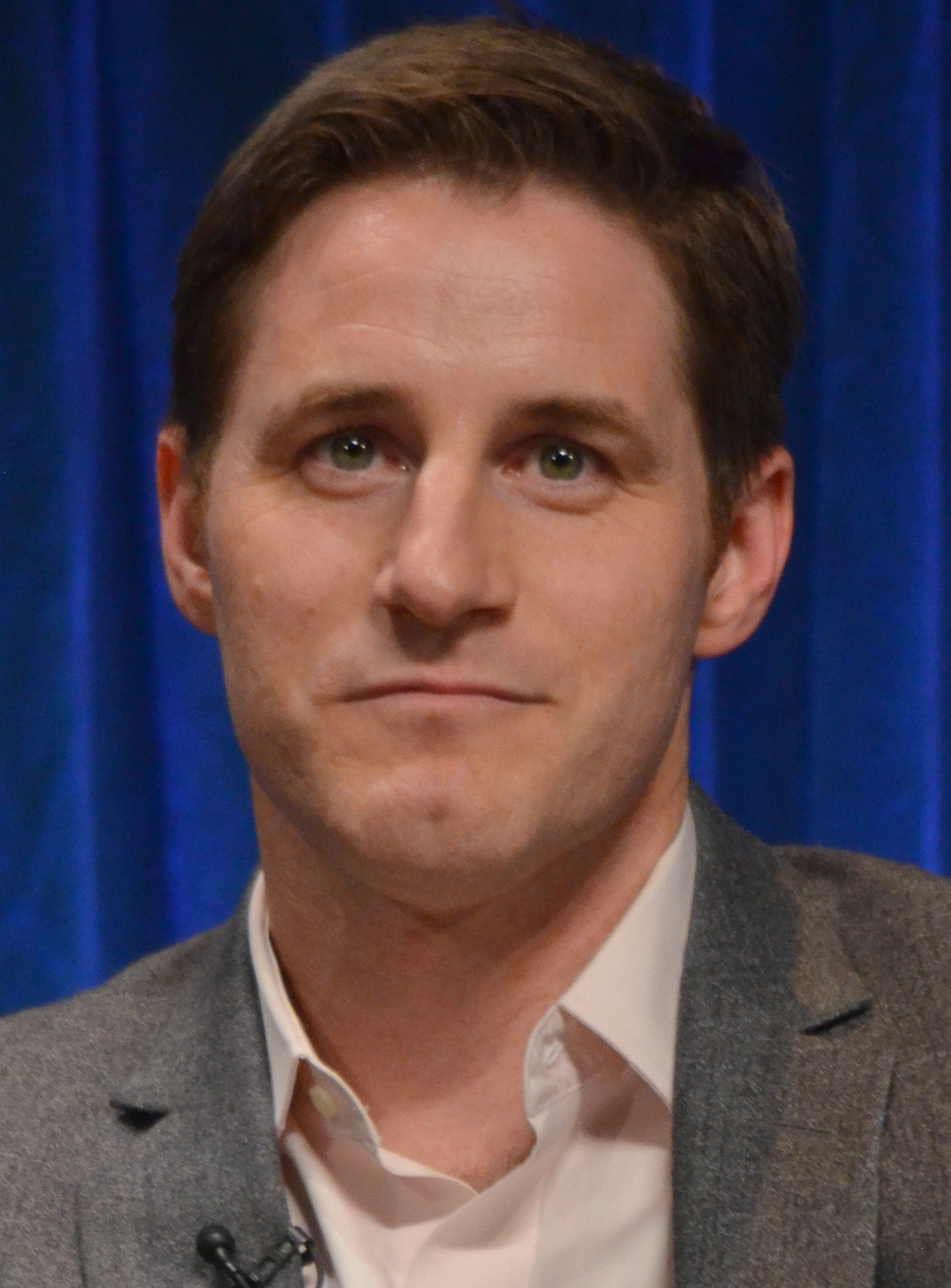
Sam Jaeger interprète Tim
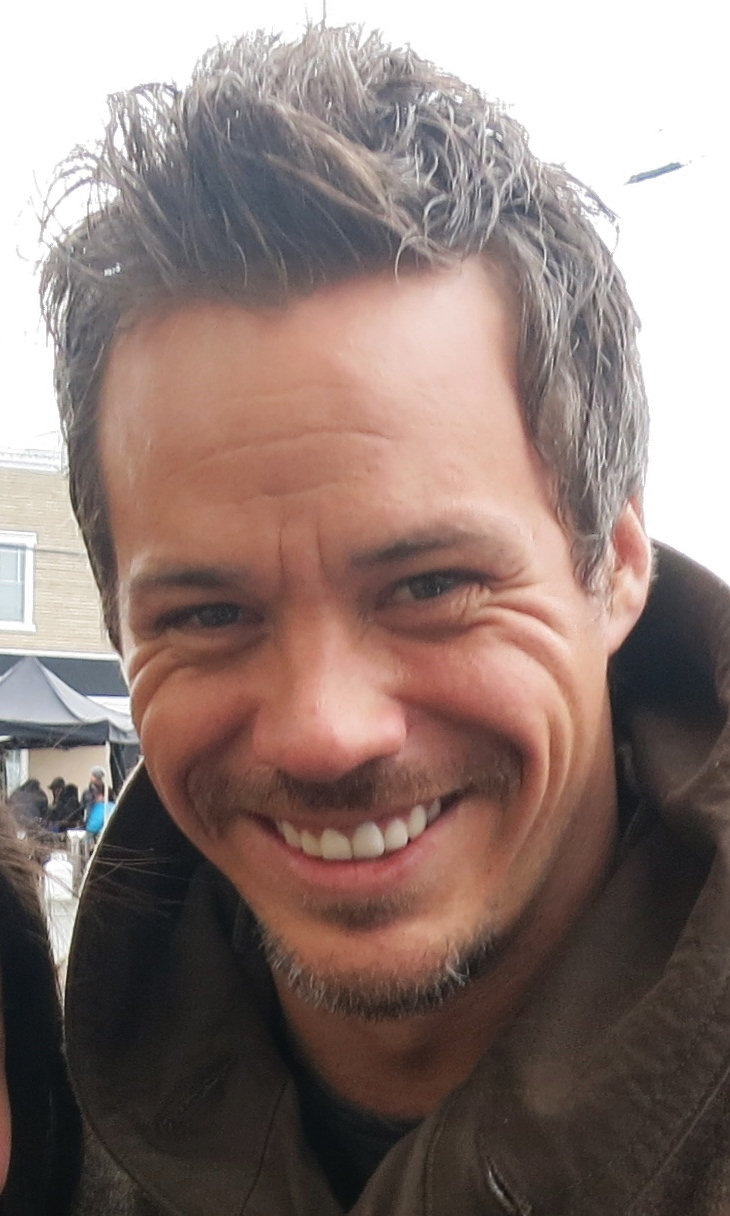
Michael Raymond-James interprète Mitch
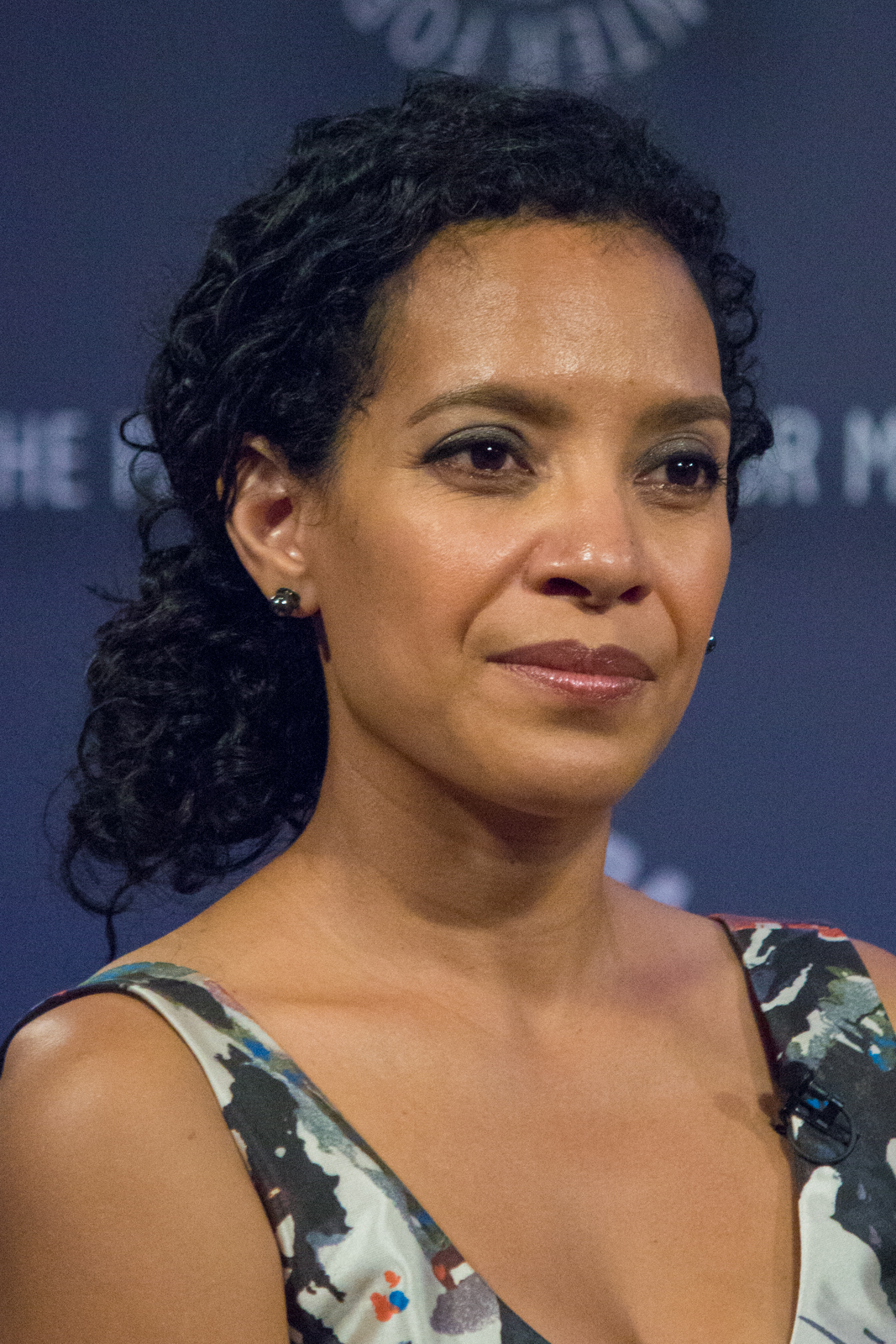
Zabryna Guevara interprète Renée
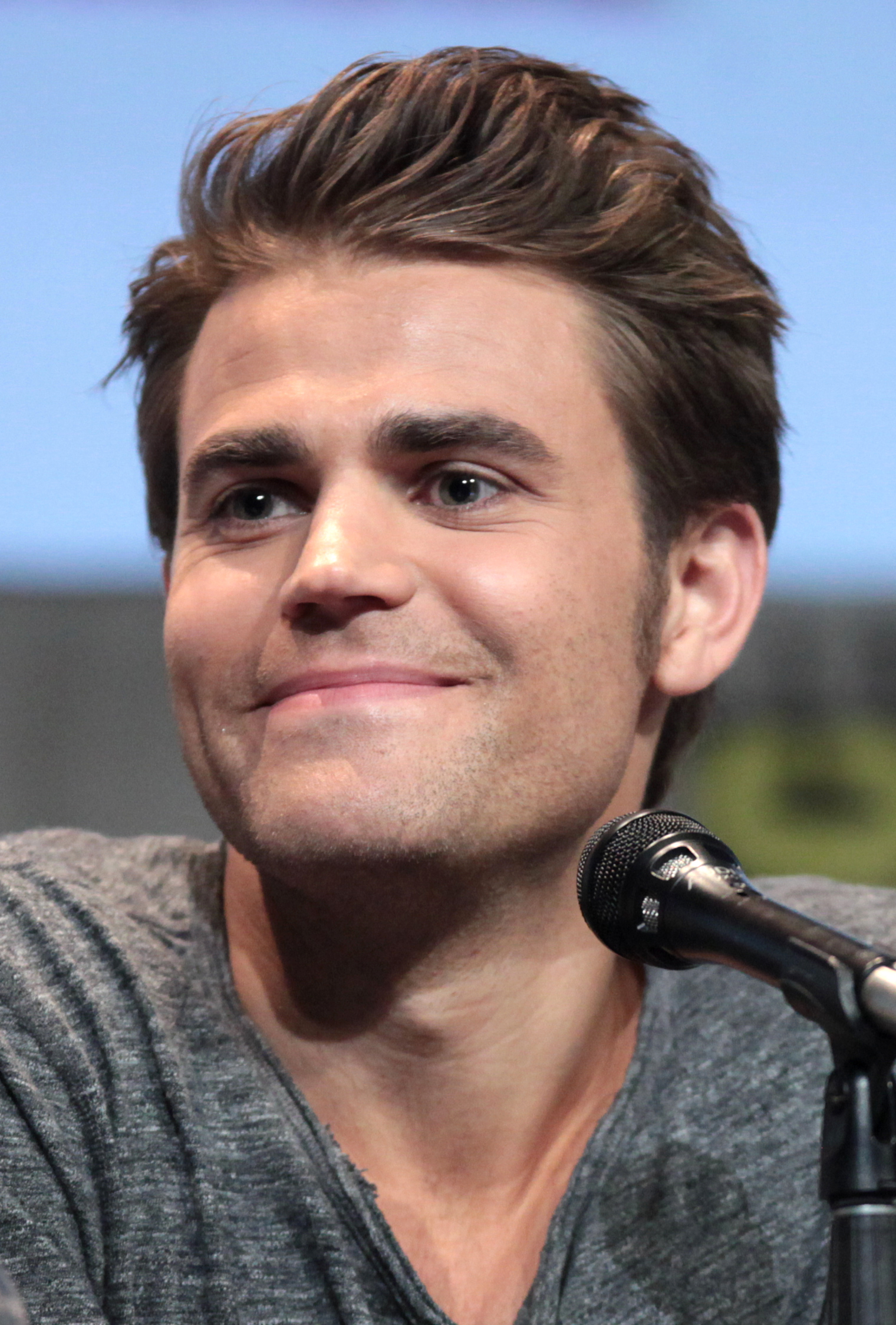
Paul Wesley interprète Eddie
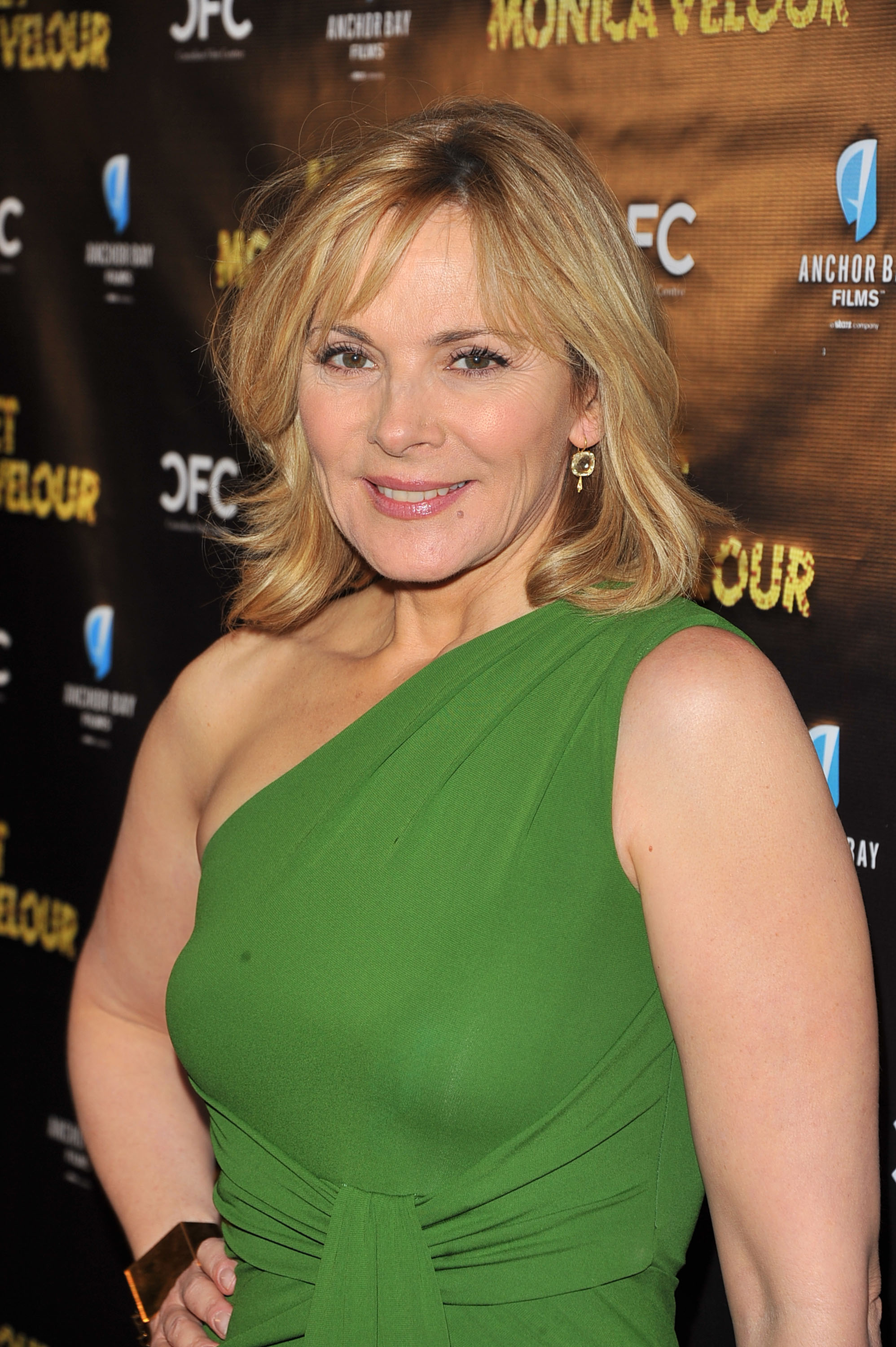
Kim Cattrall interprète Colleen

#### Acteurs récurrents
- Paulina Singer (en) (VF : Aurélie Konaté) : Laney Reed
- Becki Newton (VF : Marie Diot) : Katrina Thorne
- Kurt Yaeger (en) (VF : David Krüger) : Terry Mitchell
- Spencer Grammer (VF : Laëtitia Lefebvre) : Beth Miller
- Rarmian Newton (VF : Maxime Baudouin) : Ethan Davies
- Justine Cotsonas (en) (VF : Elsa Davoine) : Carla
- Tonya Glanz (VF : Christèle Billault) : Shelley
- James Martinez (en) (VF : Nicolas Justamon) : Olsen
- Debra Monk (VF : Annie Le Youdec) : Esther Thorne
- Luke Guldan (VF : Hugo Brunswick) : Billy
- Jennifer Ikeda (en) (VF : Nathalie Duong) : Rita
- Sanjit De Silva (VF : Jonathan Amram) : Mark
- Dan Amboyer : Blake
- Polly Draper (VF : Pauline Larrieu) : Madeline Watson
- Claire Saunders : Vicki
- David Andrews : Richard Winston
- Elliot Villar (VF : Jérémy Prévost) : Inspecteur Herrera
- Quincy Chad : Inspecteur Grant
- Simone Missick : Mariana Reynolds

### Deuxième saison

#### Acteurs principaux
- Paul Wesley (VF : Marc Arnaud) : Tucker Reed
- Odette Annable (VF : Victoria Grosbois) : Madison « Maddie » Pruitt
- Danielle Campbell (VF : Kelly Marot) : Olivia Moon
- Matt Lauria (VF : Donald Reignoux) : Jackson Pruitt
- Eka Darville (VF : Mike Fedée) : Beau Morris
- Natalie Alyn Lind (VF : Ludivine Maffren) : Ashley Rose Pruitt
- Ashley Madekwe (VF : Marie Tirmont) : Simone Garland
- Carrie-Anne Moss (VF : Danièle Douet) : Rebecca Pruitt

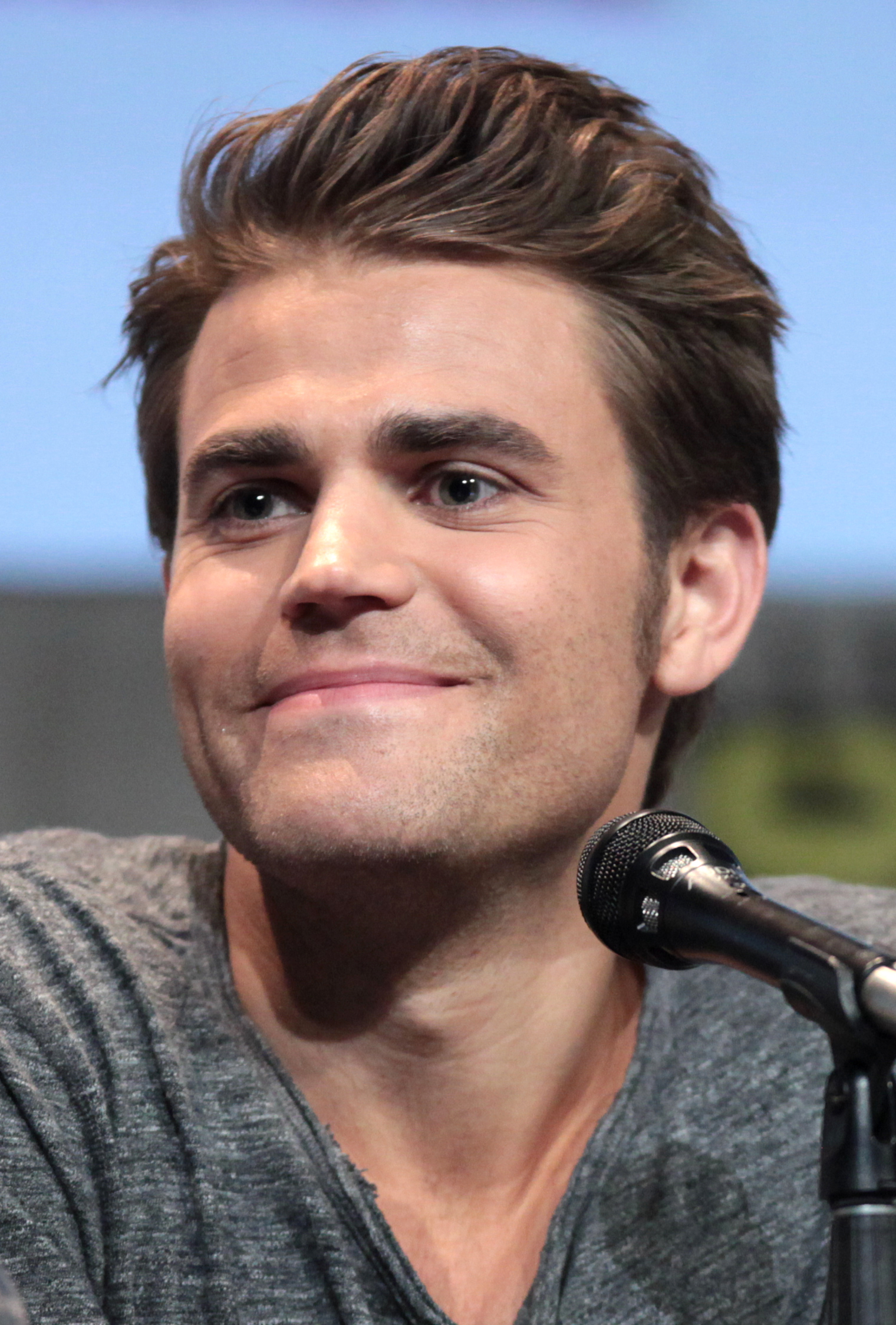
Paul Wesley interprète Tucker
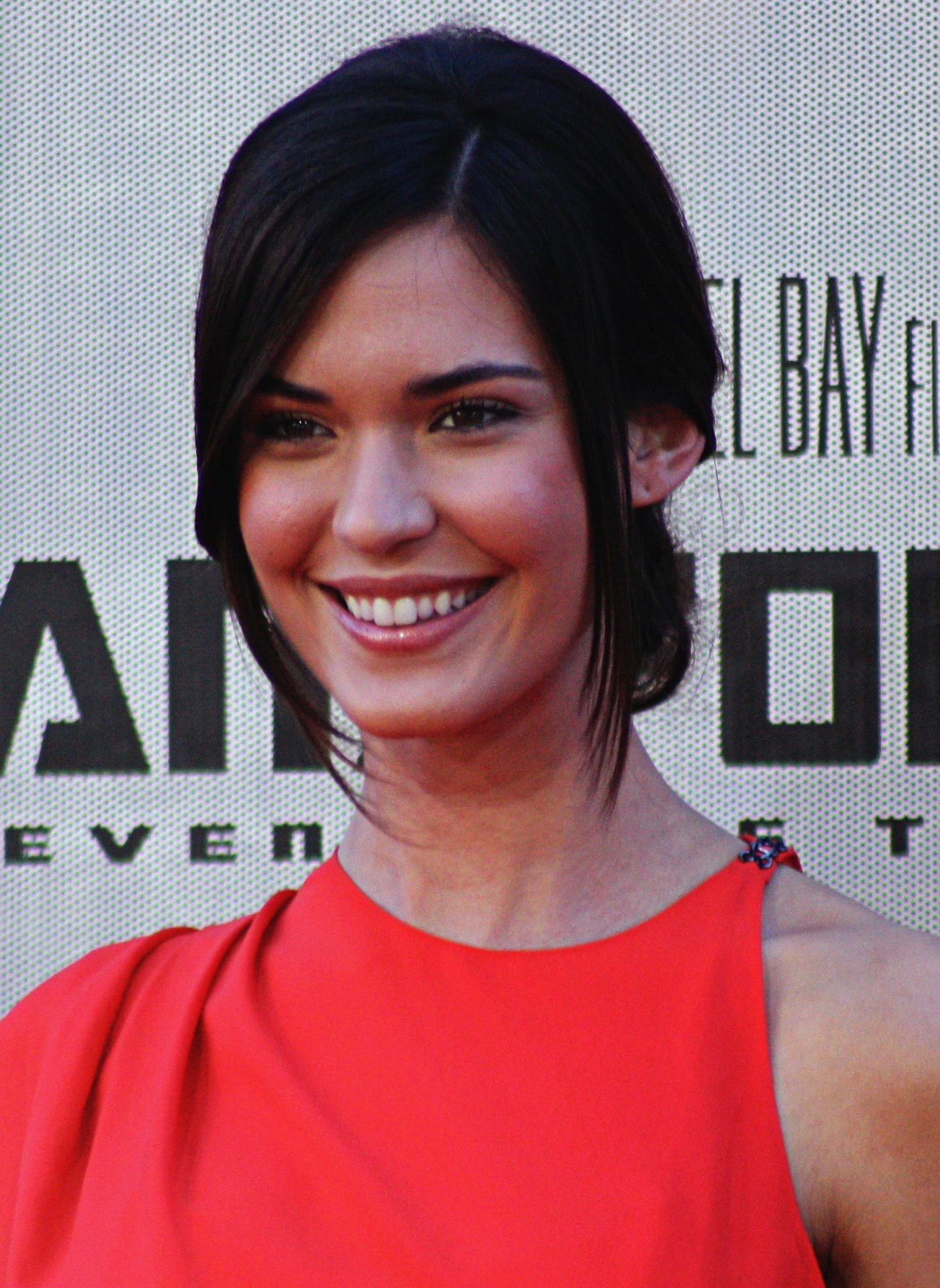
Odette Annable interprète Maddie
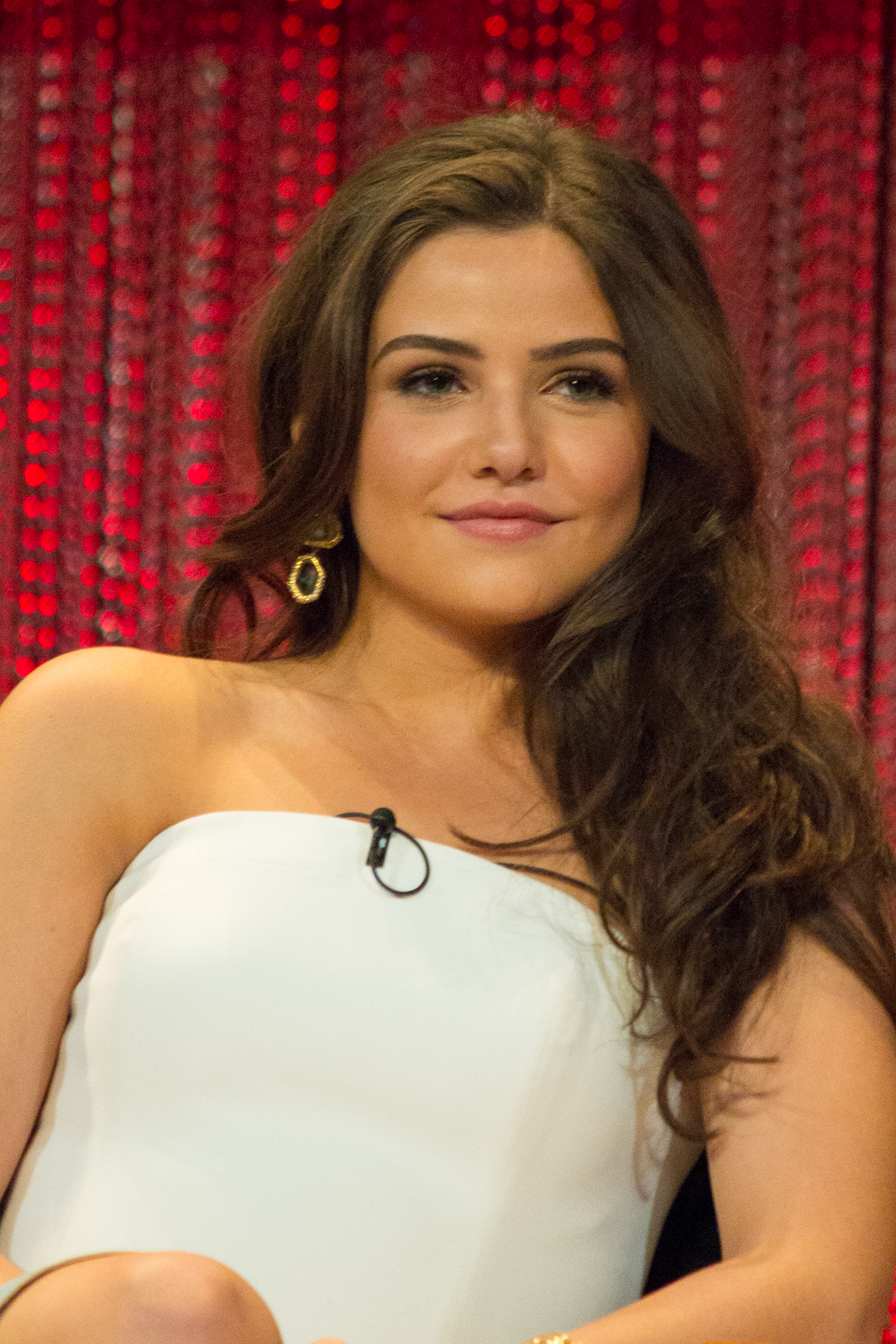
Danielle Campbell interprète Olivia
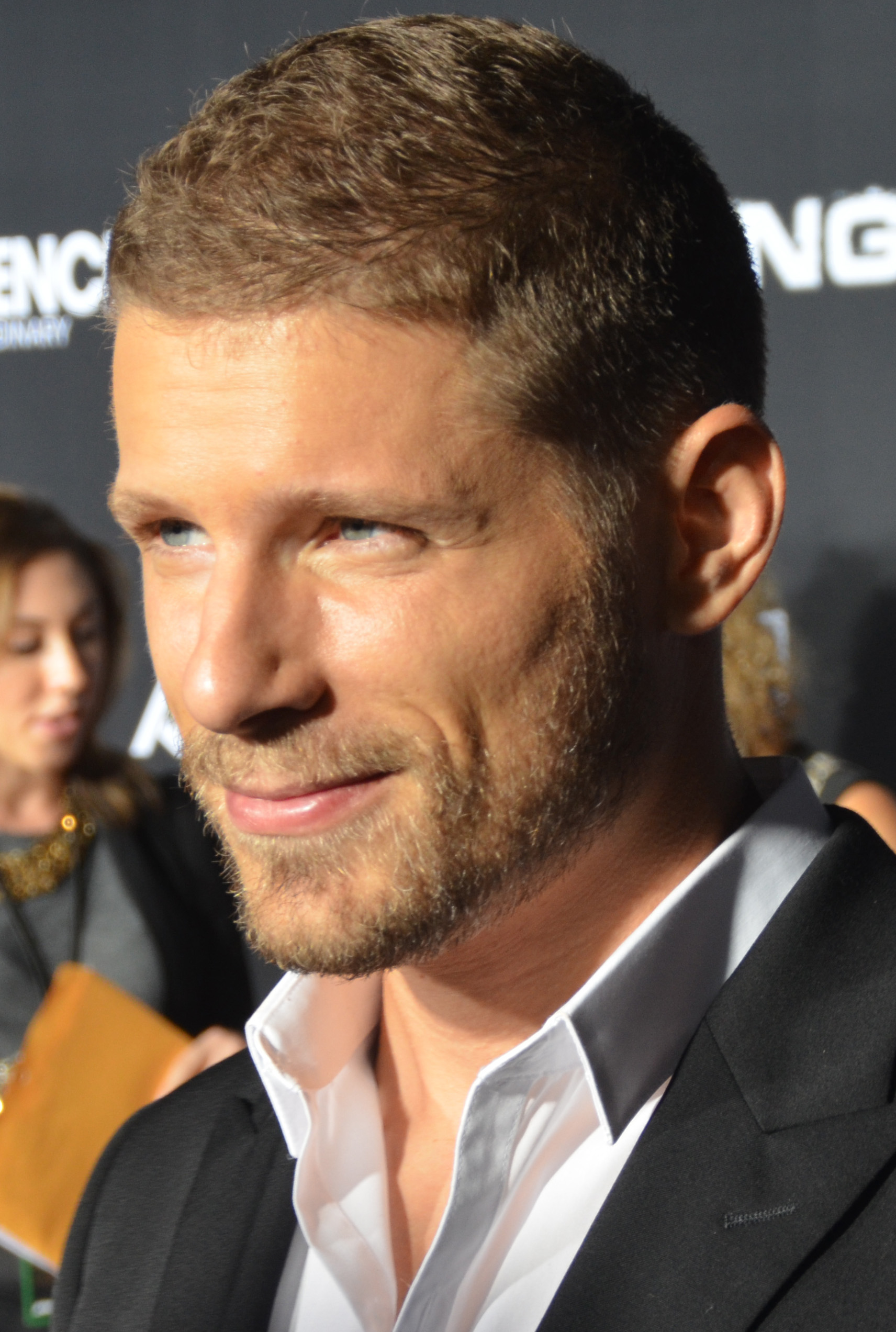
Matt Lauria interprète Jackson
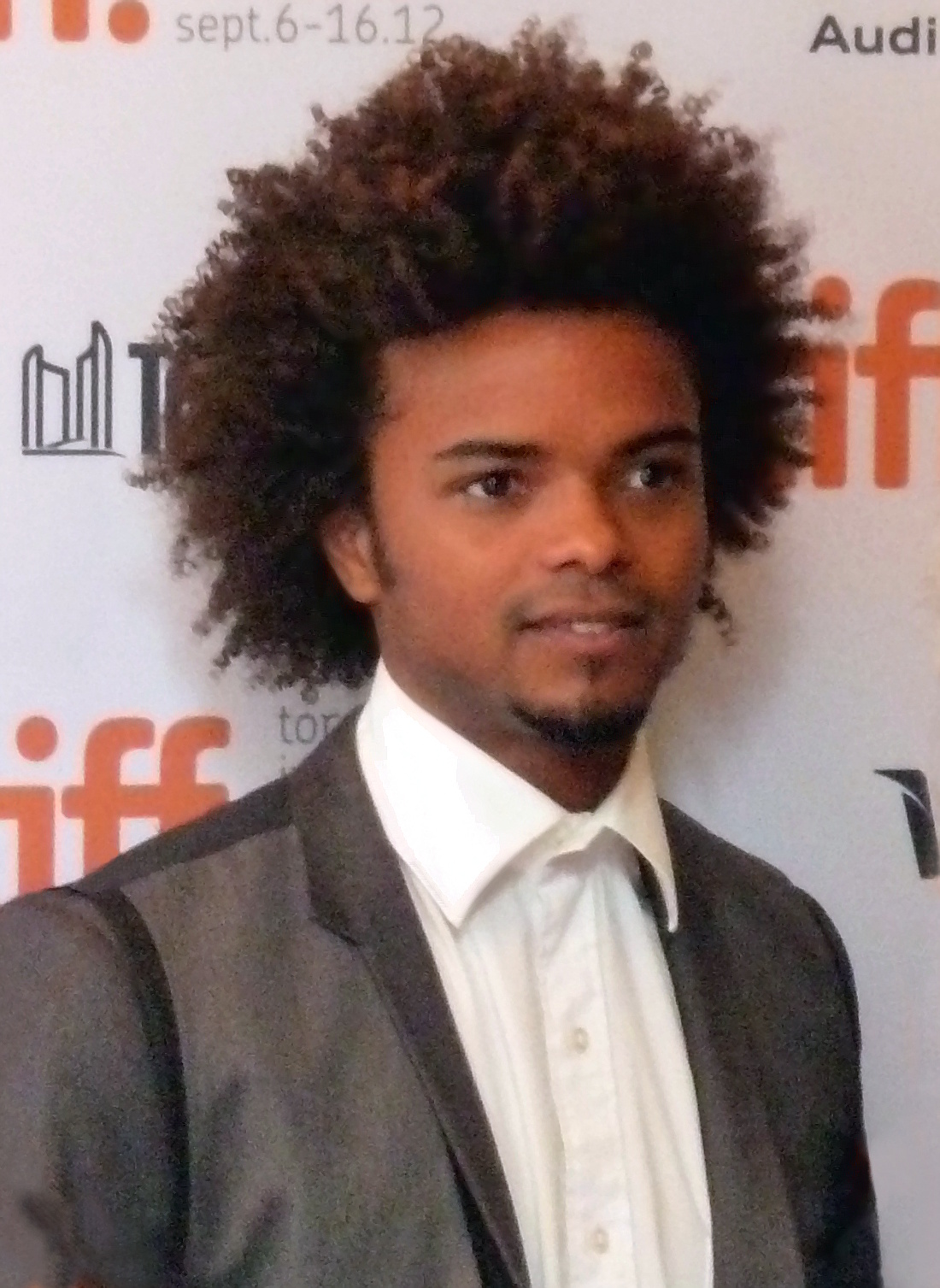
Eka Darville interprète Beau
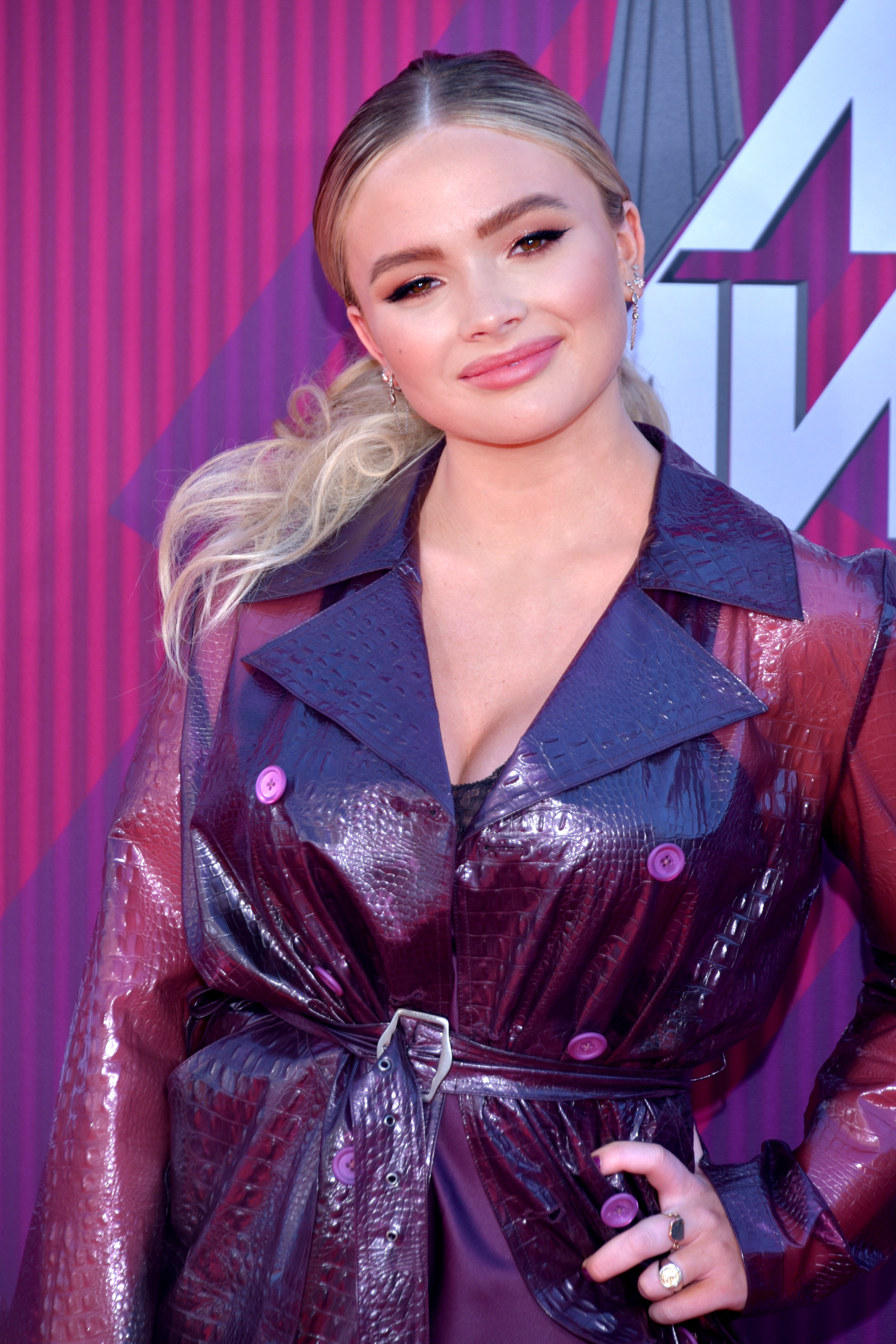
Natalie Alyn Lind interprète Ashley
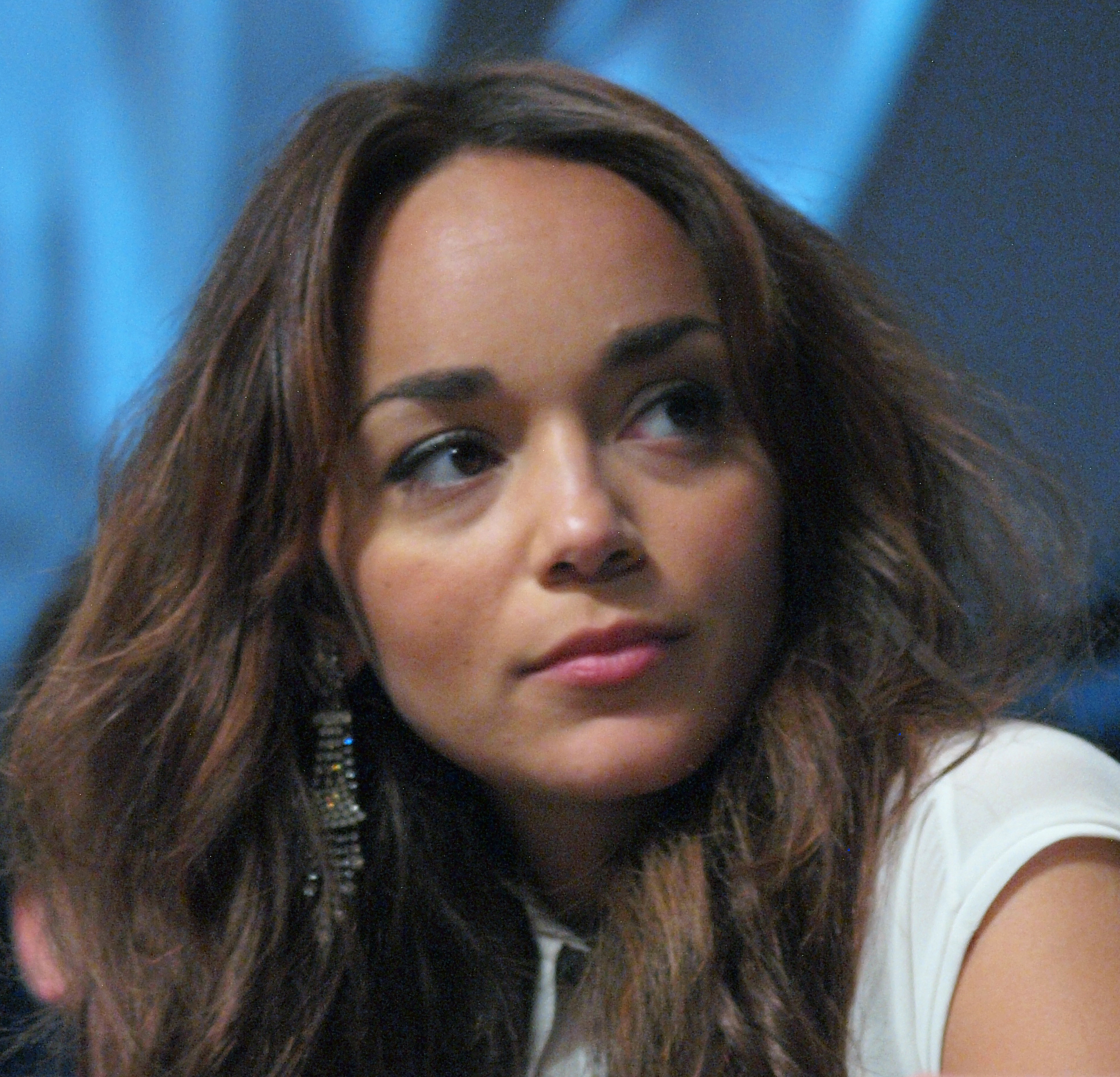
Ashley Madekwe interprète Simone
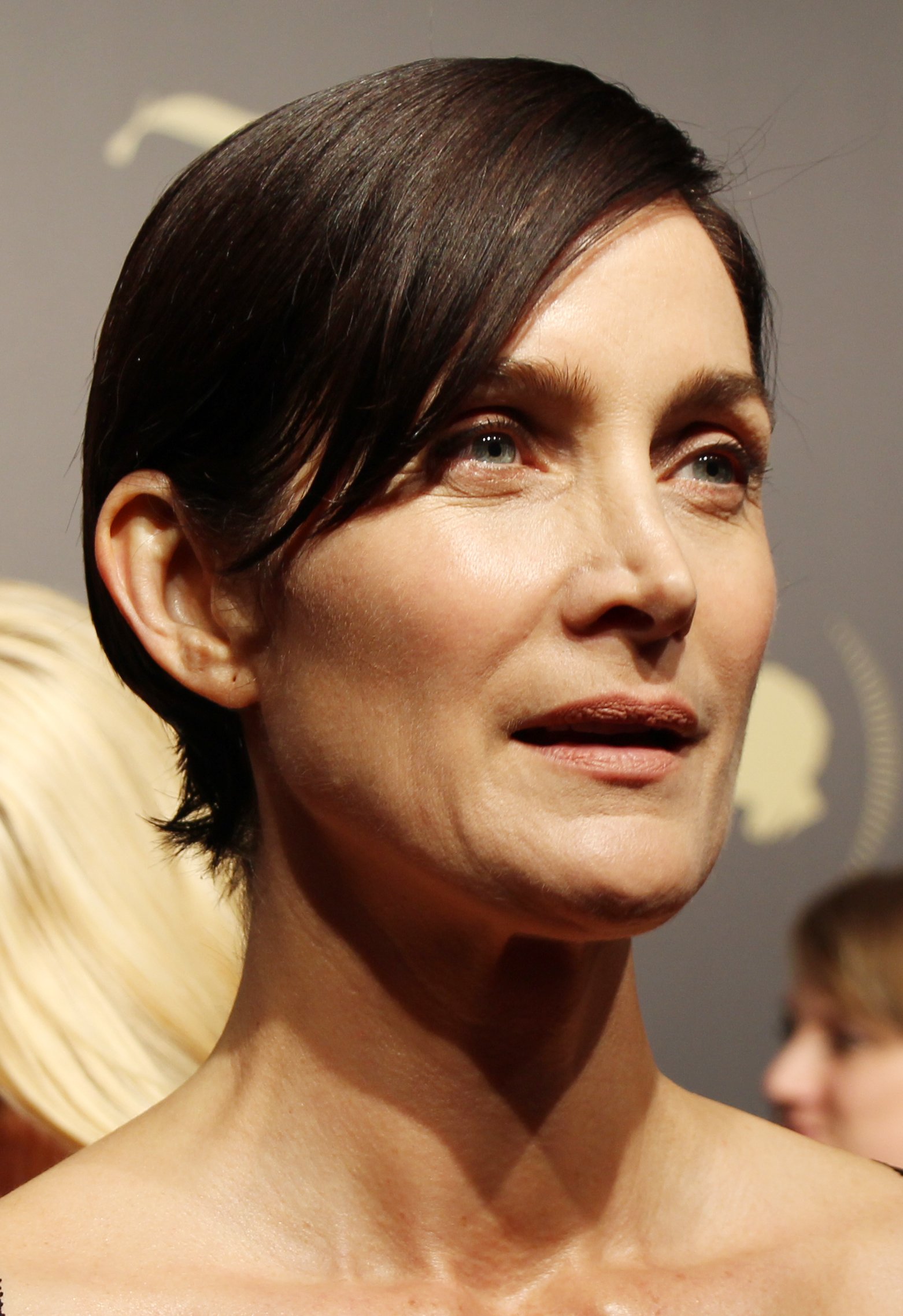
Carrie-Anne Moss interprète Rebecca

#### Acteurs récurrents
- Kathryn Prescott (VF : Laetitia Coryn) : Susie
- Phillip Rhys (VF : Damien Boisseau) : Damien Hewett
- Casey Thomas Brown (VF : Mathias Kozlowski) : Kyle Verafield
- Evan Parke (VF : Paul Borne) : Ken Morris
- Garcelle Beauvais (VF : Annie Milon) : Veronica Garland
- Christopher Meyer (VF : Jean-Baptiste Anoumon) : Ron Garland
- Caleb Castille (VF : Jhos Lican) : Derek Garland
- Harry Shum Jr. (VF : Anatole de Bodinat) : Brendan Park
- Felisha Terrell (en) (VF : Claire Morin) : Gwen Roberts
- Audrey Corsa (VF : Kahina Tagherset) : Taylor Conroy
- Julia Campbell (VF : Élisabeth Fargeot) : Cora Covington

- Version française
  - Société de doublage : Dubbing Brothers[4],[5]
  - Direction artistique : Marie-Laure Beneston[5]

 Source et légende : version française (VF) sur RS Doublage et Doublage Séries Database

## Production

### Développement
Le 30 novembre 2017, il est annoncé que CBS All Access avait passé une commande en série pour Tell Me a Story. Kevin Williamson a conçu la série pour le public américain et s’inspire de la série télévisée mexicaine Érase una vez créée par Marcos Osorio Vidal. Williamson doit également écrire la série et la produire avec Aaron Kaplan et Dana Honor. La série est produite par la société de production Kaapital Entertainment de Kaplan,,,. Le 9 mai 2018, il est annoncé que Liz Friedlander réaliserait et produirait les deux premiers épisodes. Le 5 août 2018, lors de la tournée de presse annuelle estivale de la Television Critics Association, il est annoncé que la série sera diffusé le 31 octobre 2018.
Le 17 décembre 2018, la série est renouvelée pour une deuxième saison. Néanmoins, en mai 2020, le service annonce l'annulation de la série à la suite de la diffusion de la seconde saison. Parallèlement, le réseau The CW annonce l'acquisition de la série, uniquement pour des rediffusions.

### Attribution des rôles
En mai 2018, il est annoncé que Billy Magnussen et Kim Cattrall sont choisis pour interpréter les rôles principaux de la série,. En juin 2018, Danielle Campbell, Paul Wesley, James Wolk, Dania Ramirez et Sam Jaeger ont rejoint la distribution principale,,,,. En juillet 2018, il est annoncé que Davi Santos, Zabryna Guevara et Dorian Missick rejoignent la série pour des rôles réguliers,. En août 2018, il est rapporté que Michael Raymond-James, Kurt Yaeger, Rarmian Newton et Paulina Singer rejoignent la distribution avec une capacité récurrente,.
En juin 2019, il est annoncé que Paul Wesley sera de retour pour la deuxième saison mais dans un rôle différent. Quelques jours après, Matt Lauria, Eka Darville, Ashley Madekwe, Odette Annable et Natalie Alyn Lind rejoignent la distribution principal de la deuxième saison.
En juillet 2019, il est annoncé que Danielle Campbell reviendra aussi dans la deuxième saison également dans un rôle différent, aussi le même jour Carrie-Anne Moss rejoint la distribution principal de la deuxième saison.

### Tournage
Le tournage de la série a débuté le 28 juin 2018 à New York, New York,.

## Épisodes

### Première saison (2018-2019)
| Épisode | Titre                                         | Réalisation            | Scénario                               | Diffusion américaine | Diffusion française |
| ------- | --------------------------------------------- | ---------------------- | -------------------------------------- | -------------------- | ------------------- |
| 1       | Chapitre 1 : Espoir Chapter 1: Hope           | Liz Friedlander        | Kevin Williamson                       | 31 octobre 2018      | 2 juin 2019         |
| 2       | Chapitre 2 : Deuil Chapter 2: Loss            | Liz Friedlander        | Eduardo Javier Canto et Ryan Maldonado | 8 novembre 2018      | 2 juin 2019         |
| 3       | Chapitre 3 : Cupidité Chapter 3: Greed        | Mark Tonderai          | Hollie Overton                         | 15 novembre 2018     | 9 juin 2019         |
| 4       | Chapitre 4 : Rage Chapter 4: Rage             | Mark Tonderai          | Kim Clements (en)                      | 22 novembre 2018     | 9 juin 2019         |
| 5       | Chapitre 5 : Folie Chapter 5: Madness         | Solvan « Slick » Naim  | Heather Zuhlke                         | 29 novembre 2018     | 16 juin 2019        |
| 6       | Chapitre 6 : Culpabilité Chapter 6: Guilt     | Jeff T. Thomas         | Mary Leah Sutton                       | 6 décembre 2018      | 16 juin 2019        |
| 7       | Chapitre 7 : Trahison Chapter 7: Betrayal     | Millicent Shelton (en) | Andrea Thornton Bolden                 | 13 décembre 2018     |                     |
| 8       | Chapitre 8 : Révélations Chapter 8: Truth     | John Stuart Scott (en) | Steve Stringer                         | 20 décembre 2018     |                     |
| 9       | Chapitre 9 : Désillusion Chapter 9: Deception | Adam Davidson          | Heather Zuhlke                         | 27 décembre 2018     |                     |
| 10      | Chapitre 10 : Pardon Chapter 10: Forgivness   | Craig Zisk             | Kevin Williamson et Mary Leah Sutton   | 3 janvier 2019       |                     |

### Deuxième saison (2019-2020)
Cette saison de dix épisodes est diffusée depuis le 5 décembre 2019.
1. La Malédiction (The Curse)
2. La Page blanche (Writer's Block)
3. Affaire de famille (Family Buisness)
4. Fan inconditionnel (Number One Fan)
5. Vrai coupable (New Pages)
6. Perdue et retrouvée (Lost and Found)
7. Épines et ronces (Thorns and All)
8. Fais de beaux rêves (Sweet Dreams)
9. Le Fils préféré (Favourite Son)
10. À jamais (Ever After)